# Thu Bồn
De Thu Bồn is een rivier in de provincie Quảng Nam, een van de provincies van Vietnam. De rivier krijgt zijn naam ter hoogte van Tân An op het moment dat de Tranh en de Ngang samenvloeien. De Tranh is de hoofdstroom die ontstaat op de Ngọc Linhberg in de huyện Đắk Glei in de provincie Kon Tum. De rivier stroomt bij Điện Phương in de Hội An.

## Zijrivieren
De Thu Bồn heeft een tal van zijrivieren: 
- Trường aan de linker oever bij Quế Bình/Hiệp Hòa
- Quảng Huế aan de linker oever bij Đại An

## Aftakkingen
- Bà Rén aan de rechter oever bij Điện Quang.
- Vĩnh Điện aan de linker oever bij Điện Phương
- Cáu Móng aan de linker oever bij Điện Phương